# Moldoveni, Ialomița
Moldoveni este o comună în județul Ialomița, Muntenia, România, formată numai din satul de reședință cu același nume.

## Așezare
Comuna se află în partea de vest a județului, puțin în aval de vărsarea Prahovei în râul Ialomița, pe malul stâng al acestuia din urmă. Este traversată de șoseaua județeană DJ201A, care duce spre est la Urziceni (unde se termină în DN2) și spre nord la Adâncata și mai departe în județul Prahova la Ciorani (unde se termină în DN1D).
Prin comună trece și calea ferată București–Urziceni, pe care este deservită de stația Moldoveni.

## Demografie
Componența etnică a comunei Moldoveni
     Români (94,14%)
     Alte etnii (0,35%)
     Necunoscută (5,51%)
Componența confesională a comunei Moldoveni
     Ortodocși (92,56%)
     Alte religii (1,75%)
     Necunoscută (5,69%)
Conform recensământului efectuat în 2021, populația comunei Moldoveni se ridică la 1.143 de locuitori, în scădere față de recensământul anterior din 2011, când fuseseră înregistrați 1.247 de locuitori. Majoritatea locuitorilor sunt români (94,14%), iar pentru 5,51% nu se cunoaște apartenența etnică. Din punct de vedere confesional, majoritatea locuitorilor sunt ortodocși (92,56%), iar pentru 5,69% nu se cunoaște apartenența confesională.

## Politică și administrație
Comuna Moldoveni este administrată de un primar și un consiliu local compus din 9 consilieri. Primarul, Victor Alexandru Dumitru[*], de la Partidul Social Democrat, este în funcție din 2005. Începând cu alegerile locale din 2024, consiliul local are următoarea componență pe partide politice:
|  | Partid                          | Consilieri | Componența Consiliului | Componența Consiliului | Componența Consiliului | Componența Consiliului | Componența Consiliului | Componența Consiliului | Componența Consiliului |
|  | ------------------------------- | ---------- | ---------------------- | ---------------------- | ---------------------- | ---------------------- | ---------------------- | ---------------------- | ---------------------- |
|  | Partidul Social Democrat        | 7          |                        |                        |                        |                        |                        |                        |                        |
|  | Alianța pentru Unirea Românilor | 2          |                        |                        |                        |                        |                        |                        |                        |

## Istorie
La sfârșitul secolului al XIX-lea, comuna făcea parte din plasa Câmpul a județului Ialomița și era formată din satele Moldoveni, Patru Frați și Panțoiu, având în total 2168 de locuitori. În comună funcționau două biserici și două școli mixte, la Patru Frați și Moldoveni, cu 105 elevi (dintre care 13 fete). Anuarul Socec din 1925 consemnează comuna în plasa Urziceni a aceluiași județ, având în compunere satele Moldoveni și Patru Frați, cu o populație de 2894 de locuitori.
În 1950, comuna a trecut în administrarea raionului Urziceni din regiunea Ialomița, apoi (după 1952) din regiunea Ploiești și (din 1956) regiunea București. În 1968, s-a revenit la organizarea administrativă pe județe, iar comuna a trecut la județul Ilfov, fiind însă imediat desființată, satul Moldoveni trecând la comuna Dridu. În 1981, o reorganizare administrativă regională a dus la transferarea comunei Dridu (cu satul Moldoveni) înapoi la județul Ialomița.
Comuna Moldoveni fost reînființată în anul 2005, prin legea nr. 67 din 23 martie 2005, prin desprinderea satului Moldoveni din comuna Dridu.